# Ceanu Mare
Ceanu Mare (in ungherese Mezőcsán) è un comune della Romania di 4 229 abitanti, ubicato nel distretto di Cluj, nella regione storica della Transilvania.
Il comune è formato dall'unione di 12 villaggi: Boian, Bolduț, Ceanu Mare, Ciurgău, Dosu Napului, Fânațe, Hodăi-Boian, Iacobeni, Morțești, Stârcu, Strucut, Valea lui Cati.